# محمد خير الشعال
محمد خير بن محيي الدين الشَّعَّال، طبيب أسنان، وعالم، ومدرس دين، وكاتب سوري من مواليد مدينة دمشق، سوريا، في حي الصَّالحية، عام 1970. وهو متزوج من صفاء الجبّان، وله منها ثلاثة أبناء: أسماء ونور الهدى وعبد الرحمن.
يمارس مهنة طب الأسنان في عيادته الخاصة بالإضافة للخطابة في عدد من مساجد دمشق، يُعِدّ ويقدم عدداً من البرامج التلفزيونية والإذاعية المسجَّلة والمباشرة، وله مجموعة مؤلفات بعضها في طبعته العاشرة، ووُزِّع من بعضها أكثر من مليون نسخة.
حاصل على إجازة في طب الأسنان من جامعة دمشق، وشهادة الدكتوراه من جامعة أم درمان الإسلامية.

## الشهادات العلمية
- دَرَسَ في مدارس دمشق، فحاز على ثلاث شهادات ثانوية: الثانوية العلمية أولاً عام (1986)، والثانوية الشرعية ثانياً عام (1987)، والثانوية الأدبية ثالثاً عام (1990).
- تخرج في كلية طب الأسنان عام (1992)، وكان من العشرة الأوائل على دفعته.
- درس في كلية أصول الدين، جامعة أم درمان الإسلامية عام (1994)، وتخرج فيها الأوَّل على الدفعة عام (1998).
- نال دبلوم الدراسات العليا في علم الحديث والسنَّة عام (1999)، وكان الأول على الدفعة.
- تحصَّل على الماجستير في السنَّة وعلوم الحديث عام (2002).
- حاز على الدكتوراه برسالة عنوانها «دراسة إسنادية لروايات أسباب النزول في سورة البقرة» في اختصاص السُّنَّة وعلوم الحديث بتقدير ممتاز من جامعة أم درمان الإسلامية عام (2009).
- تحصَّل على إجازات الكتب الستة وموطأ مالك على يد الشيخ إقبال أحمد الأعظمي الأنصاري الهندي والشيخ رفيق أحمد الباكستاني، وإجازات بمرويات وكتب أستاذه في علم الحديث الأستاذ نور الدين عتر.
- درس علوم الدعوة والتربية على يد شيخه الشيخ أحمد كفتارو، وقرأ شيئاً من القرآن على يد الشيخ عدنان غرّة.

## سيرته المهنية
مدرِّس في كلِّية الدعوة الإسلامية فرع دمشق، وكلية أصول الدين جامعة أم درمان فرع دمشق منذ عام (2000)، ولغاية (2011)، ثم حاضر في معهد الشام العالي للعلوم الشرعية والعربية والدراسات والبحوث الإسلامية في كليات: (الشريعة والقانون والاقتصاد الإسلامي وكلية أصول الدين) منذ العام 2011.
خطب في مساجد دمشق وريفها منذ عام (1990)، وهو الآن خطيب جامع أنس بن مالك في حي المالكي بدمشق.
مدرِّسٌ دينيٌ لدى وزارة الأوقاف في مساجد (الرحمن – الحكيم – دك الباب – أنس بن مالك) ومدير لمعهد القرآن الكريم في الأخير.
عَمِل مديراً لمديرية التوجيه والإرشاد في وزارة الأوقاف في الجمهورية العربية السورية خلال عام (2010)، وبعدها متابعاً لملف الأسرة والطفل في الوزارة حتى الآن. وشارك في إعداد الاستراتيجية الوطنية لمناهضة العنف ضد المرأة للأعوام 2012-2016، والاستراتيجية الوطنية لمكافحة الإيدز عام 2010، وفي إعداد التقرير الوطني الثاني والثالث لاتفاقية (سيداو) المقدم للجنة (سيداو) في الأمم المتحدة، وشارك في إعداد عدد من مشاريع القوانين المتعلقة بالأسرة والطفل.
محاضر في مركز تأهيل الدعاة والتنمية البشرية لدى وزارة الأوقاف. ويقيم ويشرف على دورات تأهيلية للحياة الزوجية منذ عام 2007 وحتى الآن.
عضو مؤسس في جمعية البركة للتنمية الاجتماعية المعنية بالتأهيل المهني والعلمي، وعضو مجلس كلية الشريعة والقانون في جامعة بلاد الشام فرع مجمع الشيخ أحمد كفتارو منذ العام 2012 م.

## مؤلَّفاته
- سلسلة الحديث الميسّر (سبعمائة حديث من: البخاري ومسلم والترمذي والنسائي وأبو داود وابن ماجه والموطأ).
- سلسلة على منابر دمشق (1-2-3-4).
- سلسلة أسرتي.
- نداء إلى الإسلاميين فلنتعلم الحكمة.
- التوجيهات النبوية للتعامل مع القرآن الكريم.
- لمحات في أعلام المحدثين ومناهجهم في الكتب الستة.
- كيف تصبح وليَّاً.
- قرن جديد ورجال جدد (يعلّمهم الكتاب).
- الأسرة والتّربية.
- قضايا الشباب.
- سيدنا محمد، محبته واتباعه والصلاة عليه.
- الدورة التأهيلية للحياة الزوجية.
- أسواقنا التجارية.
- كتاب الخطب المنبرية المسموعة (1-2-3-4).[4]
- سلسلة العفاف الأجتماعي
- سلسلة حياة القلوب
- سلسلة فكر وروح
- سلسلة خطب جمعة لأخلاق النبي وكيف نتحلى بها